# Батырханов, Мунарбек Беркутбаевич
Мунарбек Беркутбаевич Батырханов (каз. Мұнарбек Бүркітбайұлы Батырханов; род. 2 января 1952, Володарское, Володарский район, Кокчетавская область, Казахская ССР) — казахстанский государственный деятель. Аким города Кокшетау (2010—2013).

## Биография
В 1975 году окончил Павлодарский индустриальный институт по специальности «инженер-строитель».
С июня по сентября 1969 года – чертежник Кокчетавского филиала «Целинстроя».
С 1975 года – мастер, прораб стройучастка СМП-407 треста «Кокшетаусельстрой-4».
С 1981 года – старший инженер центральной строительной лаборатории строительно-монтажного треста «Кокчетавстрой».
С 1983 года – начальник производственного отдела СМУ «Жилстрой» строительно-монтажного треста «Кокчетавстрой».
С 1986 года – главный инженер строительно-монтажного треста «Кокчетавстрой».
С 1987 года – инструктор отдела строительства Кокчетавского обкома партии.
С 1988 года – и. о. председателя, председатель Кокчетавской городской плановой комиссии.
С 1990 года – заместитель председателя Кокчетавского городского совета народных депутатов.
С 1992 года – генеральный директор ТОО «Скиф-ЛТД».
С 1997 года – заместитель акима города Кокшетау по территориальному округу посёлков «Кокшетау-2» и «Бирлик».
С 1998 года – первый заместитель акима города Кокшетау.
С 1999 года – начальник управления промышленности, торговли и транспорта Акмолинской области.
С 2002 года – президент ОАО «Наука-Восток».
С 2004 года – секретарь Акмолинского областного филиала РОО РП «Асар».
С 2006 года – начальник управления архитектуры и градостроительства Акмолинской области.
С 2007 года – директор департамента строительства Акмолинской области.
С 2008 года – заместитель начальника управления строительства Акмолинской области.
С 2009 года – начальник управления государственного архитектурно-строительного контроля Акмолинской области.
С 16 июня 2010 года по 29 августа 2013 года – аким города Кокшетау.